# Þoroddsenstindur
Þoroddsenstindur är en bergstopp i republiken Island. Den ligger i regionen Norðurland eystra, 260 km öster om huvudstaden Reykjavík. Toppen på Þoroddsenstindur är 1 507 meter över havet. Þoroddsenstindur ingår i Dyngjufjöll.
Þoroddsenstindur är den högsta punkten i trakten. Trakten runt Þoroddsenstindur är nära nog obefolkad, med mindre än två invånare per kvadratkilometer. Det finns inga samhällen i närheten. Trakten runt Þoroddsenstindur är ofruktbar med lite eller ingen växtlighet.